# Liste von Lokomotiv- und Triebwagenbaureihen in Polen
Diese Liste bietet einen Überblick über Lokomotiven und Triebwagen der polnischen Eisenbahnunternehmen.
Vor allem im Bereich der von Privatbahnen übernommenen Lokomotiven stellt diese Liste nicht unbedingt ein vollständiges Gesamtbild aller Baureihen dar.

## Dampflokomotiven

### Von deutschen Bahnen übernommene Baureihen

#### Schnell- und Personenzuglokomotiven
| Baureihe | Herkunft                    | Anzahl                   | Baujahr(e)               | Anzahl                   | Baujahr(e)               | Ausmusterung        | Bauart    | Bemerkungen                                                                              | Foto |
| Baureihe | Herkunft                    | der 1926 vorhandenen Lok | der 1926 vorhandenen Lok | der 1946 vorhandenen Lok | der 1946 vorhandenen Lok | Ausmusterung        | Bauart    | Bemerkungen                                                                              | Foto |
| -------- | --------------------------- | ------------------------ | ------------------------ | ------------------------ | ------------------------ | ------------------- | --------- | ---------------------------------------------------------------------------------------- | ---- |
| Oc1      | Preußische P 31             | 13                       | 1887–1895                | –                        | –                        | vor 1936            | 1B n2     |                                                                                          |      |
| Oc2      | Preußische P 32             | 17                       | ?                        | –                        | –                        | ?                   | 1B n2v    |                                                                                          |      |
| Od1      | Preußische P 41             | 21                       | 1893–1900                | –                        | –                        | bis 1938            | 2’B n2    |                                                                                          |      |
| Od2      | Preußische P 42             | 94 + 3 Dz                | 1898–1910                | 46                       | 1898–1910                | bis 1958            | 2’B n2v   |                                                                                          |      |
| Od101    | Sächsische VIII V2          | 1                        | 1897                     | –                        | –                        | vor 1931            | 2’B n2v   |                                                                                          |      |
| Od102    | Württembergische AD         | 1                        | 1907                     | –                        | –                        | vor 1931            | 2’B n2v   |                                                                                          |      |
| Oi1      | Preußische P 6              | 44                       | 1905–1909                | 31                       | 1905–1910                | bis 1972            | 1’C h2    |                                                                                          |      |
| Oi2      | DR-Baureihe 24              | –                        | –                        | 34                       | 1928–1940                | bis 1976            | 1’C h2    |                                                                                          |      |
| Ok1      | Preußische P 8, Nachbau PKP | 255 + 2 Dz               | 1908–1923                | 429                      | 1906–1923                | bis heute vorhanden | 2’C h2    |                                                                                          |      |
| Ok2      | Sächsische XII H2           | –                        | –                        | 5                        | 1910–1922                | bis 1953            | 2’C h2    |                                                                                          |      |
| Ok101    | Badische IV e               | 2                        | 1895–1898                | –                        | –                        | 1924(?)–1926(?)     | 2’C n4v   |                                                                                          |      |
| Ok102    | Württembergische D          | 4                        | 1899–1902                | –                        | –                        | vor 1936            | 2’C n4v   |                                                                                          |      |
| Ok103    | Bayerische S 3/5 N          | 1                        | ?                        | –                        | –                        | ?                   | 2’C n4v   |                                                                                          |      |
| Om101    | Württembergische C          | 1                        | 1911                     | –                        | –                        | ?                   | 2’C1’ h4v |                                                                                          |      |
| Ot1      | DR-Baureihe 41              | –                        | –                        | 19                       | 1938–1940                | bis 1973            | 1’D1’ h2  |                                                                                          |      |
| Pc1*     | Preußische S 1              | 14                       | 1890–1895                | –                        | –                        | bis 1931**          | 1B n2     | *vorgesehen, wahrscheinlich nicht mehr umgezeichnet **wahrscheinlich früher ausgemustert |      |
| Pd1      | Preußische S 3              | 89 + 3 Dz                | 1892–1905                | 18                       | 1892–1907                | bis 1951            | 2’B n2v   |                                                                                          |      |
| Pd2      | Preußische S 4              | 6                        | 1906                     | –                        | –                        | bis 1939 vorhanden  | 2’B h2    |                                                                                          |      |
| Pd3      | Preußische S 51             | 1                        | ?                        | –                        | –                        | 1926                | 2’B n4v   | Bauart Grafenstaden                                                                      |      |
| Pd4      | Preußische S 52             | 29                       | 1906–1911                | 14                       | 1901–1910                | bis 1955            | 2’B n2v   |                                                                                          |      |
| Pd5      | Preußische S 6              | 79 + 2 Dz                | 1906–1913                | 37                       | 1907–1913                | bis 1958            | 2’B h2    |                                                                                          |      |
| Pf1      | Preußische S 7              | 7                        | 1904–1906                | –                        | –                        | vor 1936            | 2’B1’ n4v | Bauart Hannover                                                                          |      |
| Pf2      | Preußische S 7              | 3                        | 1905                     | –                        | –                        | vor 1936            | 2’B1 n4v  | Bauart Grafenstaden                                                                      |      |
| Pk1      | Preußische S 10             | 31                       | 1911–1914                | 24*                      | 1911–1914                | bis 1958            | 2’C h4    | *Pk1-4 und Pk1-5 ex DR 17 142 und 143, LBE S 10 (1. Unterbauart)                         |      |
| Pk2      | Preußische S 101            | 20                       | 1911–1916                | 42                       | 1911–1915                | bis 1959            | 2’C h4v   | Bauarten 1911 und 1914                                                                   |      |
| Pk3      | Preußische S 102            | 1                        | 1914                     | –                        | –                        | bis 1939 vorhanden  | 2’C h3    |                                                                                          |      |
| Pm1*     | DR 03 027                   | –                        | –                        | 1                        | 1931                     | ?                   | 2’C1’ h2  | *1951 in Pm2-35 umgezeichnet                                                             |      |
| Pm2      | DR-Baureihe 03              | –                        | –                        | 34 + 1                   | 1931–1936                | bis 1978            | 2’C1’ h2  |                                                                                          |      |
| Pm3      | DR-Baureihe 0310            | –                        | –                        | 9                        | 1939–1940                | bis 1968            | 2’C1’ h3  |                                                                                          |      |
| Pt1      | Preußische P 10             | –                        | –                        | 11                       | 1923–1924                | 1956*               | 1’D1’ h3  | *an DR zurückgegeben                                                                     |      |

#### Güterzuglokomotiven
| Baureihe | Herkunft                                | Anzahl                   | Baujahr(e)               | Anzahl                   | Baujahr(e)               | Ausmusterung       | Bauart  | Bemerkungen                                                           | Foto |
| Baureihe | Herkunft                                | der 1926 vorhandenen Lok | der 1926 vorhandenen Lok | der 1946 vorhandenen Lok | der 1946 vorhandenen Lok | Ausmusterung       | Bauart  | Bemerkungen                                                           | Foto |
| -------- | --------------------------------------- | ------------------------ | ------------------------ | ------------------------ | ------------------------ | ------------------ | ------- | --------------------------------------------------------------------- | ---- |
| Th1      | Preußische G 3, WWB                     | 118                      | 1880–1895                | –                        | –                        | bis 1939 vorhanden | C n2    |                                                                       |      |
| Th2      | Preußische G 41                         | 8                        | 1883–1898                | –                        | –                        | vor 1936           | C n2v   |                                                                       |      |
| Th3      | Preußische G 42                         | 103 + 8 Dz               | 1887–1900                | 1                        | 1899                     | bis 1948           | C n2v   |                                                                       |      |
| Th4      | Preußische G 43                         | 10 + 5 Dz                | 1905–1907                | –                        | –                        | bis 1939 vorhanden | C n2v   |                                                                       |      |
| Th101    | Sächsische V V                          | 9                        | 1887–1900                | –                        | –                        | vor 1936           | C n2v   |                                                                       |      |
| Th102    | Württembergische Fc                     | 19                       | 1890–1909                | –                        | –                        | vor 1936           | C n2v   |                                                                       |      |
| Ti1      | Preußische G 51                         | 28                       | 1893–1901                | –                        | –                        | bis 1939 vorhanden | 1’C n2  |                                                                       |      |
| Ti2      | Preußische G 52                         | 74                       | 1897–1908                | 8                        | 1899–1906                | bis 1954           | 1’C n2v |                                                                       |      |
| Ti3      | Preußische G 53                         | 16                       | 1903–1905                | 1                        | 1904                     | bis 1952           | 1’C n2  | Ti3-1–Ti3-16 – teilweise für Panzerzüge verwendet                     |      |
| Ti4      | Preußische G 54                         | 195 + 2 Dz               | 1901–1910                | 60                       | 1899–1910                | bis 1957           | 1’C n2v |                                                                       |      |
| Ti101    | Bayerische C VI, Bayerische G 3/4 N     | 10                       | 1900–1909                | –                        | –                        | vor 1936           | 1’C n2v |                                                                       |      |
| Tp1      | Preußische G 71                         | 142                      | 1894–1917                | 99                       | 1898–1917                | bis 1966           | D n2    |                                                                       |      |
| Tp2      | Preußische G 72                         | 295                      | 1895–1911                | 91                       | 1895–1911                | bis 1966           | D n2v   |                                                                       |      |
| Tp3      | Preußische G 8                          | 83                       | 1905–1913                | 45                       | 1906–1913                | bis 1970           | D h2    |                                                                       |      |
| Tp4      | Preußische G 81, Nachbau PKP            | 459 + 3 Dz               | 1913–1922                | 302                      | 1913–1921                | bis 1972           | D h2    |                                                                       |      |
| Tp5      | Preußische G 9                          | 7                        | 1909–1911                | –                        | –                        | bis 1939           | D n2    |                                                                       |      |
| Tr1      | Preußische G 73                         | 23                       | 1893–1917                | –                        | –                        |                    | 1’D n2v |                                                                       |      |
| Tr3      | Preußische G 83                         | –                        | –                        | 16                       | 1920                     | bis 1955           | 1’D h3  |                                                                       |      |
| Tr5      | DR-Baureihe 562–8                       | –                        | –                        | 66                       | (1936–1941)              | bis 1972           | 1’D h2  | DRG-Umbau aus preuß. G 81                                             |      |
| Tr6      | Preußische G 82                         | –                        | –                        | 52                       | 1920–1924                | bis 1972           | 1’D h2  |                                                                       |      |
| Tr7      | DR-Baureihe 5641                        | –                        | –                        | 4                        | 1941                     | bis 1972           | 1’D h2  | gebaut für Mandschukuo, Lokomotive Tr7-3 in Jaworzyna Śląska erhalten |      |
| Tr101    | Bayerische E I                          | 1                        | 1901                     | –                        | –                        | vor 1936           | 1’D n2  |                                                                       |      |
| Tr102    | Bayerische G 4/5 N                      | 2                        | 1906                     | –                        | –                        | vor 1936           | 1’D n2  |                                                                       |      |
| Tw1      | Preußische G 10, kukHB 680, Nachbau PKP | 85                       | 1911–1922                | 141                      | 1910–1924                | bis 1976           | E h2    |                                                                       |      |
| Ty1      | Preußische G 12, Sächsische XIII H      | 1                        | 1918                     | 134                      | 1918–1922                | bis 1970           | 1’E h3  |                                                                       |      |
| Ty2      | DR-Baureihe 52                          | –                        | –                        | 1407                     | 1942–1945                | 1993               | 1’E h2  | zwei Loks betriebsfähig für Planfahrten                               |      |
| Ty3      | DR-Baureihe 42                          | –                        | –                        | 3                        | 1944                     | 1952*              | 1’E h2  | *umgezeichnet in Ty43                                                 |      |
| Ty4      | DR-Baureihe 44                          | –                        | –                        | 132                      | 1937–1944                | bis 1978           | 1’E h3  |                                                                       |      |
| Ty5      | DR-Baureihe 50                          | –                        | –                        | 55                       | 1939–1944                | bis 1979           | 1’E h2  |                                                                       |      |

#### Tenderlokomotiven
| Baureihe | Herkunft                            | Anzahl                   | Baujahr(e)               | Anzahl                   | Baujahr(e)               | Ausmusterung       | Bauart      | Bemerkungen                                                    | Foto |
| Baureihe | Herkunft                            | der 1926 vorhandenen Lok | der 1926 vorhandenen Lok | der 1946 vorhandenen Lok | der 1946 vorhandenen Lok | Ausmusterung       | Bauart      | Bemerkungen                                                    | Foto |
| -------- | ----------------------------------- | ------------------------ | ------------------------ | ------------------------ | ------------------------ | ------------------ | ----------- | -------------------------------------------------------------- | ---- |
| OKd1     | Preußische T 52                     | 1                        | 1899                     | –                        | –                        | vor 1966           | 2’B n2t     |                                                                |      |
| OKe1     | Preußische T 51                     | 5                        | 1897–1904                | –                        | –                        | bis 1939 vorhanden | 1’B1’ n2t   |                                                                |      |
| OKi1     | Preußische T 11                     | 52 + 4 Dz                | 1903–1908                | 25                       | 1903–1910                | bis 1966           | 1’C n2t     |                                                                |      |
| OKi2     | Preußische T 12                     | 12 + 6 Dz                | 1907–1916                | 84                       | 1906–1921                | bis 1971           | 1’C h2t     |                                                                |      |
| OKl1     | Preußische T 6                      | 5                        | 1902                     | –                        | –                        | bis 1937           | 1’C1’ n3t   |                                                                |      |
| OKl2     | DR-Baureihe 64                      | –                        | –                        | 38                       | 1928–1940                | bis 1973           | 1’C1’ h2t   |                                                                |      |
| OKl101   | Sächsische XIV HT                   | 11                       | 1911–1917                | 1                        | 1915                     | bis 1949           | 1’C1’ h2t   |                                                                |      |
| OKo1     | Preußische T 18                     | –                        | –                        | 29                       | 1916–1924                | bis 1975           | 2’C2’ h2t   |                                                                |      |
| TKb1     | Preußische T 2                      | 1                        | 1878                     | 1                        | 1878                     | bis 1970           | B n2t       |                                                                |      |
| TKh1     | Preußische T 3                      | 24 + 4 Dz                | 1887–1905                | 23                       | 1890–1909                | bis 1967           | C n2t       |                                                                |      |
| TKh2     | Preußische T 7                      | 27                       | 1881–1892                | –                        | –                        | vor 1936           | C n2t       |                                                                |      |
| TKh3     | Preußische T 8                      | 10                       | 1906–1908                | 10                       | 1899                     | vor 1931           | C h2t       |                                                                |      |
| TKh5     | DR-Baureihe 89                      | –                        | –                        | 5                        | 1934–1938                | bis 1954           | C n2t C h2t |                                                                |      |
| TKh101   | Bayerische D IIII, Bayerische R 3/3 | 4                        | 1898–1907                | –                        | –                        | vor 1931           | C n2t       |                                                                |      |
| TKi1     | Preußische T 91                     | 43 + 3 Dz                | 1894–1901                | 4                        | 1901                     | bis 1949           | C1’ n2t     |                                                                |      |
| TKi2     | Preußische T 92                     | 18 + 4 Dz                | 1893–1899                | 10                       | 1897–1899                | bis 1953           | 1’C n2t     |                                                                |      |
| TKi3     | Preußische T 93                     | 310 + 10 Dz              | 1901–1914                | 236                      | 1901–1914                | bis 1969           | 1’C n2t     |                                                                |      |
| TKp1     | Preußische T 13                     | 43                       | 1910–1916                | 94                       | 1910–1924                | bis 1967           | D n2t       |                                                                |      |
| TKt1     | Preußische T 14                     | 23 + 4 Dz                | 1915–1919                | 85                       | 1914–1919                | bis 1972           | 1’D1’ h2t   |                                                                |      |
| TKt2     | Preußische T 141                    | 6                        | 1919–1921                | 68                       | 1918–1923                | bis 1972           | 1’D1’ h2t   |                                                                |      |
| TKt3     | DR-Baureihe 86                      | –                        | –                        | 46                       | 1928–1943                | bis 1975           | 1’D1’ h2t   |                                                                |      |
| TKw1     | Preußische T 16, Preußische T 161   | 57 + 3 Dz                | 1907–1923                | 39                       | 1907–1913                | bis 1970           | E h2t       | preuß. T 161 bis 1939 ebenfalls als TKw1 geführt, ab 1945 TKw2 |      |
| TKw2     | Preußische T 161                    | –                        | –                        | 129                      | 1913–1924                | bis 1976           | E h2t       |                                                                |      |
| TKw3     | Sächsische XI HT, Industrielok      | –                        | –                        | 6                        | 1913–1942                | bis 1976           | E h2t       |                                                                |      |

#### Schmalspurlokomotiven
| Baureihe | Herkunft                         | Anzahl                   | Baujahr(e)               | Anzahl                   | Baujahr(e)               | Ausmusterung | Bauart   | Bemerkungen      | Foto |
| Baureihe | Herkunft                         | der 1926 vorhandenen Lok | der 1926 vorhandenen Lok | der 1946 vorhandenen Lok | der 1946 vorhandenen Lok | Ausmusterung | Bauart   | Bemerkungen      | Foto |
| -------- | -------------------------------- | ------------------------ | ------------------------ | ------------------------ | ------------------------ | ------------ | -------- | ---------------- | ---- |
| Tw3      | Preußische T 39                  | 2                        | 1919                     | 5                        | 1920, 1925/26            | 1960         | E h2t    | Spurweite 785 mm |      |
| Tw9 BMAG | Preußische T 40 BMAG             | 5                        | 1922                     |                          |                          | 1972         | E h2t    | Spurweite 785 mm |      |
| Tw9 AEG  | Schlesische Kleinbahn T 40 AEG   | 2                        | 1926                     |                          |                          | 1972         | E h2t    | Spurweite 785 mm |      |
| Tx6      | einige Exemplare Preußische T 38 | 27                       | 1914–1919                |                          | 1914–1919                | 1960         | D h2t    | Spurweite 785 mm |      |
| Tyy1     | DR-Baureihe 99164                |                          |                          | 3                        | 1939                     | 1961         | C’C’ h4t | Spurweite 600 mm |      |

### Von den kkStB übernommene Baureihen
| Baureihe | Achsformel | Hersteller                                                                                              | Baujahr   | Anzahl | Ausmusterung | Originalbaureihe |
| -------- | ---------- | --- | --------- | ------ | ------------ | ---------------- |
| Oc12     | 1B         | Sigl/Wien, Wiener Neustadt                                                                              | 1868–1872 |        |              | kkStB 24         |
| Oc13     | 1B         | Wiener Neustadt (Sigl)                                                                                  | 1870–1872 | 3      | vor 1926     | kkStB 19         |
| Od12     | 2’B        | |           |        |              | kkStB 2          |
| Od13     | 2’B        | Wiener Neustadt, Krauss, Floridsdorf, StEG                                                              |           |        |              | kkStB 4          |
| Od14     | 2’B        | Wiener Neustadt, Krauss/Linz, Floridsdorf                                                               | 1884–1893 | 7      |              | kkStB 104        |
| OKl11    | 1’C1’      | BMMF, Floridsdorf                                                                                       | 1912      | 9      |              | kkStB 29         |
| OKl12    | 1’C1’      | alle österreichische Lokomotivfabriken                                                                  | 1903–1920 | 22     |              | kkStB 229        |
| Ol11     | 1’C1’      | Floridsdorf, Wiener Neustadt, StEG, BMMF                                                                | 1907–1909 | 21     |              | kkStB 329        |
| Ol12     | 1’C1’      | Floridsdorf, Wiener Neustadt, StEG                                                                      | 1909–1916 | 106    |              | kkStB 429        |
| Pd12     | 2’B        | Floridsdorf, Wiener Neustadt, StEG                                                                      | 1894–1898 | 9      |              | kkStB 6          |
| Pd13     | 2’B        | Floridsdorf, Wiener Neustadt, StEG                                                                      | 1898–1902 | 8      |              | kkStB 106        |
| Pd14     | 2’B        | Floridsdorf, Wiener Neustadt, StEG, BMMF                                                                | 1903–1907 | 11     |              | kkStB 206        |
| Pf12     | 2’B        | Wiener Neustadt                                                                                         | 1895–1905 | 9      |              | kkStB 308        |
| Pn11     | 1’C2’      | Floridsdorf, BMMF                                                                                       | 1908–1910 | 9      |              | kkStB 210        |
| Pn12     | 1’C2’      | Floridsdorf, Wiener Neustadt, BMMF, StEG, Breitfeld und Daněk                                           | 1911–1918 | 15     |              | kkStB 310        |
| Th16     | C          | StEG, Wiener Neustadt, Floridsdorf                                                                      | 1871–1889 |        |              | kkStB 51         |
| Th17     | C          | StEG, Wiener Neustadt, Borsig                                                                           | 1872–1885 |        |              | kkStB 54         |
| Th20     | C          | Floridsdorf, Wiener Neustadt, StEG                                                                      | 1888–1900 |        |              | kkStB 56         |
| Th24     | C          | alle österreichische Lokomotivfabriken                                                                  | 1893–1903 |        |              | kkStB 59         |
| Ti11     | 1’C        | Wiener Neustadt, Floridsdorf, StEG, BMMF                                                                | 1893–1908 | 62     |              | kkStB 260        |
| Ti12     | 1C         | alle österreichische Lokomotivfabriken                                                                  | 1895–1910 |        |              | kkStB 60         |
| Ti16     | 1C         | Wiener Neustadt, BMMF                                                                                   | 1909–1910 |        |              | kkStB 160        |
| TKh12    | C          | alle österreichische Lokomotivfabriken                                                                  | 1878–1911 |        |              | kkStB 97         |
| TKh14    | C          | Floridsdorf                                                                                             | 1891–1903 |        |              | kkStB 394        |
| TKh17    | C          | StEG | 1898–1908 | 12     |              | kkStB 66         |
| TKp11    | D          | Wiener Neustadt, Floridsdorf, BMMF                                                                      | 1899–1918 |        |              | kkStB 178        |
| TKp12    | D          | Krauss/Linz                                                                                             | 1909–1911 |        |              | kkStB 278        |
| Tp15     | D          | alle österreichische Lokomotivfabriken                                                                  | 1885–1909 | 233    |              | kkStB 73         |
| Tp17     | D          | Floridsdorf, Wiener Neustadt, StEG, BMMF                                                                | 1905–1915 | 18     |              | kkStB 174        |
| Tr11     | 1D         | alle österreichische Lokomotivfabriken                                                                  | 1897–1919 |        |              | kkStB 170        |
| Tr12     | 1D         | Böhmisch-Mährische Maschinenfabrik, Breitfeld & Danek, ČKD, Adamov, Škoda, Wiener Neustadt, Floridsdorf | 1917–1930 | 253    |              | kkStB 270        |
| Tw11     | E          | Floridsdorf, Wiener Neustadt, StEG, BMMF                                                                | 1901–1908 |        |              | kkStB 180        |
| Tw12     | E          | Floridsdorf, Wiener Neustadt, StEG                                                                      | 1909–1915 |        |              | kkStB 180        |

### Von den kukHB übernommene Baureihen
| Baureihe | Achsformel | Hersteller      | Baujahr   | Anzahl | Ausmusterung | Originalbaureihe |
| -------- | ---------- | --------------- | --------- | ------ | ------------ | ---------------- |
| Oi101    | 1’C h2     |                 |           |        |              | kukHB 328        |
| Ti17     | 1’C h2     |                 |           |        |              | kukHB 860        |
| TKp101   | D n2t      | Henschel/Kassel | 1916–1917 | 10     |              | kukHB 578        |
| Tp106    | D n2       |                 |           |        |              | kukHB 274        |

### Von anderen Bahnen übernommene Baureihen

#### Normalspur- oder Breitspurlokomotiven
| Baureihe | Herkunft               | Anzahl                   | Baujahr(e)               | Anzahl                   | Baujahr(e)               | Ausmusterung | Bauart    | Bemerkungen                       | Foto |
| Baureihe | Herkunft               | der 1926 vorhandenen Lok | der 1926 vorhandenen Lok | der 1946 vorhandenen Lok | der 1946 vorhandenen Lok | Ausmusterung | Bauart    | Bemerkungen                       | Foto |
| -------- | ---------------------- | ------------------------ | ------------------------ | ------------------------ | ------------------------ | ------------ | --------- | --------------------------------- | ---- |
| Oc2      | WWB                    | 7                        | 1882–1885                | –                        | –                        | vor 1936     | 1’B n2    |                                   |      |
| Od103    | P 4SZW                 | 5                        | 1893–1899                | –                        | –                        |              | 2’B n2v   |                                   |      |
| Oi102    | Russische N            | 1                        |                          |                          |                          |              | 1’C       |                                   |      |
| OKa1     | LVD-Baureihe Tk        | –                        | –                        | 2                        | 1931–1933                | vor 1978     | 1’A1’ h2t |                                   |      |
| OKf100   | LG-Baureihe Tk         | –                        | –                        | 1                        | 1932                     |              | 1’B2’ h2t |                                   |      |
| Ol103    | MÁV-Baureihe 324       | 4                        | 1915–1916                |                          |                          |              | 1’C1’ h2  | ursprünglich als Tl103 eingereiht |      |
| Tp6      | WWB 401–441            | 8                        | 1895–1899                | 1                        | 1950                     |              | D n2      | von Warschau-Wiener Eisenbahn     |      |
| Tp7      | WWB 401–441            | 3                        | 1895–1899                | –                        | 1938                     |              | D n2v     | von Warschau-Wiener Eisenbahn     |      |
| Tp102    | Russische OD           |                          |                          |                          |                          |              | D n2v     |                                   |      |
| Tp104    | Russische OW           |                          |                          |                          |                          |              | D n2v     |                                   |      |
| Tp108    | WWB 442–477            | 14                       | 1905–1909                | 2                        |                          | 1950         | D n2v     | von Warschau-Wiener Eisenbahn     |      |
| Tp109    | Russische Baureihe ЧВП | 6                        | 1909–1911                | 1                        |                          | 1952         | D h2      | von Warschau-Wiener Eisenbahn     |      |
| Tp110    | WWB Cz WP/s            | 1                        | 1914                     |                          |                          | vor 1936     | D h2      |                                   |      |
| Tr103    | Russische Щ            |                          |                          |                          |                          |              | 1’D n2v   |                                   |      |

#### Schmalspurlokomotiven
| Baureihe  | Herkunft                     | Anzahl                   | Baujahr(e)               | Anzahl                   | Baujahr(e)               | Ausmusterung | Bauart                        | Bemerkungen                                          | Spurweite | Foto |
| Baureihe  | Herkunft                     | der 1926 vorhandenen Lok | der 1926 vorhandenen Lok | der 1946 vorhandenen Lok | der 1946 vorhandenen Lok | Ausmusterung | Bauart                        | Bemerkungen                                          | Spurweite | Foto |
| --------- | ---------------------------- | ------------------------ | ------------------------ | ------------------------ | ------------------------ | ------------ | ----------------------------- | ---------------------------------------------------- | --------- | ---- |
| T2        | Heeresfeldbahn               | –                        | 1936                     |                          | 1936                     | bis 1984     | B n2t                         | 1 Lokomotive Exponat im Schmalspurbahnmuseum Wenecja | 600 mm    |      |
| Px27      | WKP                          | –                        | 1929                     | 2                        | 1929                     | bis 1970     | D n2                          | 1 Lokomotive Exponat im Schmalspurbahnmuseum Wenecja | 600 mm    |      |
| Px38      | WKP                          | –                        | 1938                     | 1                        | 1938                     | 1983         | Dn2                           | 1 Lokomotive im Schmalspurbahnmuseum Wenecja         | 600 mm    |      |
| Py27      | Żnińska Kolej Powiatowa      | –                        | 1927                     | 2                        | 1927                     | 1974         | D n2t                         |                                                      | 600 mm    |      |
| T3-1043   | unbekannt                    | –                        | –                        | 2                        | 1943                     | 1971         | Bn2t                          | T3-1043 im Museum Sochaczew erhalten                 | 750 mm    |      |
| Tx4-1315  | Powiatowa Kolej Sochaczewska | 1                        | 1925                     | 1                        | 1925                     | 1973         | D n2t                         | im Museum Sochaczew erhalten                         | 750 mm    |      |
| Txb1-1211 | Opalenica Wąskotorowa        | 1                        | 1916                     | 1                        | 1916                     | 1969         | C1’ n2t                       | Im Museum Sochaczew als Wrack vorhanden              | 750 mm    |      |
| Txb5-1531 | Opalenica Wąskotorowa        | 1                        | 1902                     | 1                        | 1902                     | 1975         | D1’ n2t                       | Im Museum Sochaczew erhalten                         | 750 mm    |      |
| Ty 9785   | Cukrownia Sobowidz           | 1                        | 1921                     | 1                        | 1921                     | 1972         | C n2t                         | Im Museum Gryfice erhalten                           | 750 mm    |      |
| Ty-15506  | Cukrownia STARE POLE         | –                        | –                        | 1                        | 1934                     | 1976         | C n2t                         | Im Museum Sochaczew erhalten                         | 750 mm    |      |
| Ty3-1162  | Warszawska Kolej Dojazdowa   | 1                        | 1916                     | 1                        | 1916                     | 1973         | C n2t                         | Im Museum Sochaczew erhalten                         | 750 mm    |      |
| Tyb-3417  | Cukrownia Pelplin            | 2                        | 1896                     | 2                        | 1896                     | 1978         | C1' n2t                       | Im Museum Sochaczew erhalten                         | 750 mm    |      |
| Tyb-6452  | Cukrownia Pelplin            | 1                        | 1911                     | 1                        | 1911                     | 1976         | C1'n2t                        | Im Museum Sochaczew erhalten                         | 750 mm    |      |
| Tyb4-1221 | Opalenica Wąskotorowa        | 3                        | 1906                     | 1                        | 1906                     | 1972         | C1’ n2t                       | Im Museum Tarnowskie Góry erhalten                   | 750 mm    |      |
| Tyb6-3406 | Warszawska Kolej Dojazdowa   | 1                        | 1920                     | 1                        | 1920                     | 1970         | urspr. C n2t n. Umbau C1' n2t | Im Museum Sochaczew erhalten                         | 1000 mm   |      |

#### Werklokomotiven
| Baureihe               | Hersteller            | Anzahl | Baujahr(e) | Fabriknummer     | letzte Einsatzstelle      | Bemerkungen | Spurweite                   | Foto |
| ---------------------- | --------------------- | ------ | ---------- | ---------------- | ------------------------- | ----------- | --------------------------- | ---- |
| CBK 9                  | O&K                   | 1      | 1905       | 1372             | Cukrownia Brześć Kujawski | bis 1966    | 750 mm                      |      |
| T-7841                 | Borsig                | 1      | 1910       | 7841             | Cukrownia Pelplin         | bis 1974    | 750 mm                      |      |
| CZ 4                   | O&K                   | 1      | 1924       | 10914            | Cukrownia Zbiersk         | bis 1978    | 750 mm                      |      |
| CK 3–4                 | Henschel              | 2      | 1924       | 10914            | Cukrownia Kruszwica       | bis 1978    | 750 mm                      |      |
| CK 22                  | Krauss                | 1      | 1893       | 2831             | Cukrownia Kruszwica       | bis 1977    | 750 mm                      |      |
| CT 1                   | Hohenzollern          | 1      | 1913       | 2008             | Cukrownia Tuczno          | bis 1976    | urspr. 900 mm später 750 mm |      |
| CT 2                   | Smoschewer            | 1      | 1920       | 666              | Cukrownia Tuczno          | bis 1978    | urspr. 900 mm später 750 mm |      |
| CT 3                   | Lokomotivfabrik Zobel | 1      | 1907       | 571              | Cukrownia Tuczno          | bis 1974    | urspr. 900 mm später 750 mm |      |
| CT 5                   | Henschel              | 1      | 1913       | 12550            | Cukrownia Tuczno          | bis 1971    | urspr. 900 mm später 750 mm |      |
| CT 7                   | Krauss                | 1      | 1883       | 1321             | Cukrownia Tuczno          | bis 1965    | urspr. 900 mm später 750 mm |      |
| CT 8                   | Krauss                | 1      | 1882       | 1120             | Cukrownia Tuczno          | bis 1963    | urspr. 900 mm später 750 mm |      |
| Huta Starachowice 8–10 | O&K                   | 3      | 1921       | 7896, 7899, 7900 | Huta Starachowickie       | bis 1967    | 750 mm                      |      |
| Fablok Typ W2B Niemce  | Fablok                | 5      | 1927       | 151, 152 u. a.   | Cukrownia Brześć Kujawski | bis 1966    | 750 mm                      |      |

### Von den PKP beschaffte Baureihen

#### Normalspurlokomotiven
| Baureihe | Hersteller                                                           | Anzahl | Baujahr(e)  | Ausmusterung | Bauart    | Bemerkungen                                                                    | Foto |
| -------- | -------------------------------------------------------------------- | ------ | ----------- | ------------ | --------- | ------------------------------------------------------------------------------ | ---- |
| Ok22     | Hanomag, Fablok                                                      | 190    | 1923–1934   | bis 1979     | 2'C h2    |                                                                                |      |
| Ok55     | ZNTK Piła, ZNTK Wrocław                                              | (3)    | (1952–1959) | bis 1970     | 2’C h2    | Umbau aus Ok22 (Laufwerk) und Tr203 (Kessel); bis 1958 mit Ok203 bezeichnet    |      |
| OKl27    | Cegielski                                                            | 122    | 1928–1933   | bis 1979     | 1’C1’ h2t |                                                                                |      |
| OKm11    | Krauss/Linz                                                          | 10     | 1922        | bis 1954     | 2’C1’ h2t | wie kkStB 629, geliefert als PKP 7001–7010                                     |      |
| OKz32    | Cegielski                                                            | 25     | 1933–1936   | bis 1975     | 1’E1’ h2t |                                                                                |      |
| Ol49     | Fablok                                                               | 112    | 1951–1954   | –            | 1’C1’ h2  |                                                                                |      |
| Os24     | Fablok                                                               | 60     | 1926–1927   | bis 1970     | 2’D h2    |                                                                                |      |
| Pm36     | Fablok                                                               | 2      | 1937        | bis 1970     | 2’C1’ h2  |                                                                                |      |
| Pt31     | Fablok                                                               | 98+12  | 1932–1940   | bis 1980     | 1’D1’ h2  | 12 Stck. als Baureihe 3910p an DR abgeliefert                                  |      |
| Pt47     | Fablok, Cegielski                                                    | 180    | 1947–1951   | 1988         | 1’D1’ h2  | Weiterentwicklung der Pt31                                                     |      |
| Pu29     | Cegielski                                                            | 3      | 1931        | bis 1970     | 2’D1’ h2  |                                                                                |      |
| TKh29    | Fablok                                                               | 2      | 1929        | bis 1953     | C n2t     | TKh „Ferrum 29“; ex Werkbahn, 1939 übernommen, und ex ČSD, 1949 übernommen     |      |
| TKh49    | Fablok                                                               | 1      | 1961        | –            | C n2t     | TKh „Ferrum 47“; übernommen                                                    |      |
| TKbb     | Fablok ZNTK Wrocław                                                  | 43     | 1955–1967   | 2000         | B-n2fl    | TKbb4 „1U“; übernommen                                                         |      |
| TKp30    | Fablok                                                               | 2      | 1930        | 1939         | D h2t     | ELNA 6; ex Liegnitz-Rawitsch 183–184, 1935/36 übernommen                       |      |
| TKt48    | Cegielski, Fablok                                                    | 191    | 1950–1957   | –            | 1’D1’ h2t |                                                                                |      |
| Tr20     | Baldwin                                                              | 175    | 1919–1922   | bis 1974     | 1’D h2    | wie US-Kriegslok „Pershing“, geliefert als PKP 6001–6175, DR-Baureihe 56.37–38 |      |
| Tr21     | StEG, Fablok, Tubize, Haine-St.-Pierre                               | 148    | 1922–1925   | bis 1973     | 1’D h2    |                                                                                |      |
| Tr201    | Baldwin, ALCO, Lima                                                  | 75     | 1944–1945   | bis 1978     | 1’D h2    | USATC S 160, von UNRRA erhalten                                                |      |
| Tr202    | Vulcan Foundry                                                       | 30     | 1946        | bis 1976     | 1’D h2    | UNRRA 1D „Liberation“                                                          |      |
| Tr203    | Baldwin, ALCO, Lima                                                  | 500    | 1942–1945   | bis 1980     | 1’D h2    | USATC S 160 von USATC erhalten                                                 |      |
| Ty23     | BMAG, Cockerill, St. Leonard, Franco-Belge, Cegielski, Fablok, WSABP | 612    | 1923–1934   | bis 1980     | 1’E h2    |                                                                                |      |
| Ty37     | Cegielski                                                            | 27+10  | 1937–1940   | bis 1977     | 1’E h2    | 10 Stck. als Baureihe 5827p an DR abgeliefert                                  |      |
| Ty42     | Fablok, Cegielski                                                    | 150    | 1945–1946   | 2003         | 1’E h2    | Nachbau der DR-Baureihe 52                                                     |      |
| Ty43     | Fablok                                                               | 126+3  | 1946–1949   | bis 2001     | 1’E h2    | Nachbau der DR-Baureihe 42, 3 Lok Ty3 umgenummert in Ty43                      |      |
| Ty45     | Fablok, Cegielski                                                    | 428    | 1946–1951   | 2003         | 1’E h2    | modifizierter Weiterbau der Ty37                                               |      |
| Ty51     | Cegielski                                                            | 212    | 1953–1958   | bis 2001     | 1’E h2    |                                                                                |      |
| Ty246    | ALCO, Baldwin, Lima                                                  | 100    | 1947        | bis 1981     | 1’E h2    |                                                                                |      |

#### Sandbahnlokomotiven
| Baureihe        | Hersteller            | Anzahl | Baujahr(e) | Ausmusterung | Bauart  | Bemerkungen                               | Foto |
| --------------- | --------------------- | ------ | ---------- | ------------ | ------- | ----------------------------------------- | ---- |
| TKz206          |                       | 1      |            |              | 1’E1’ t |                                           |      |
| TKz 208 bis 211 | Borsig, Berlin        | 3      | 1935–1938  | 1974         | 1’E1’ t | TKz 211 steht im Eisenbahnmuseum Warschau |      |
| TKz 224         | Borsig, Berlin        | 1      |            |              | 1’E1’ t |                                           |      |
| TKz 226         | Berliner Maschinenbau | 1      |            |              | 1’E1’ t |                                           |      |

## Diesellokomotiven

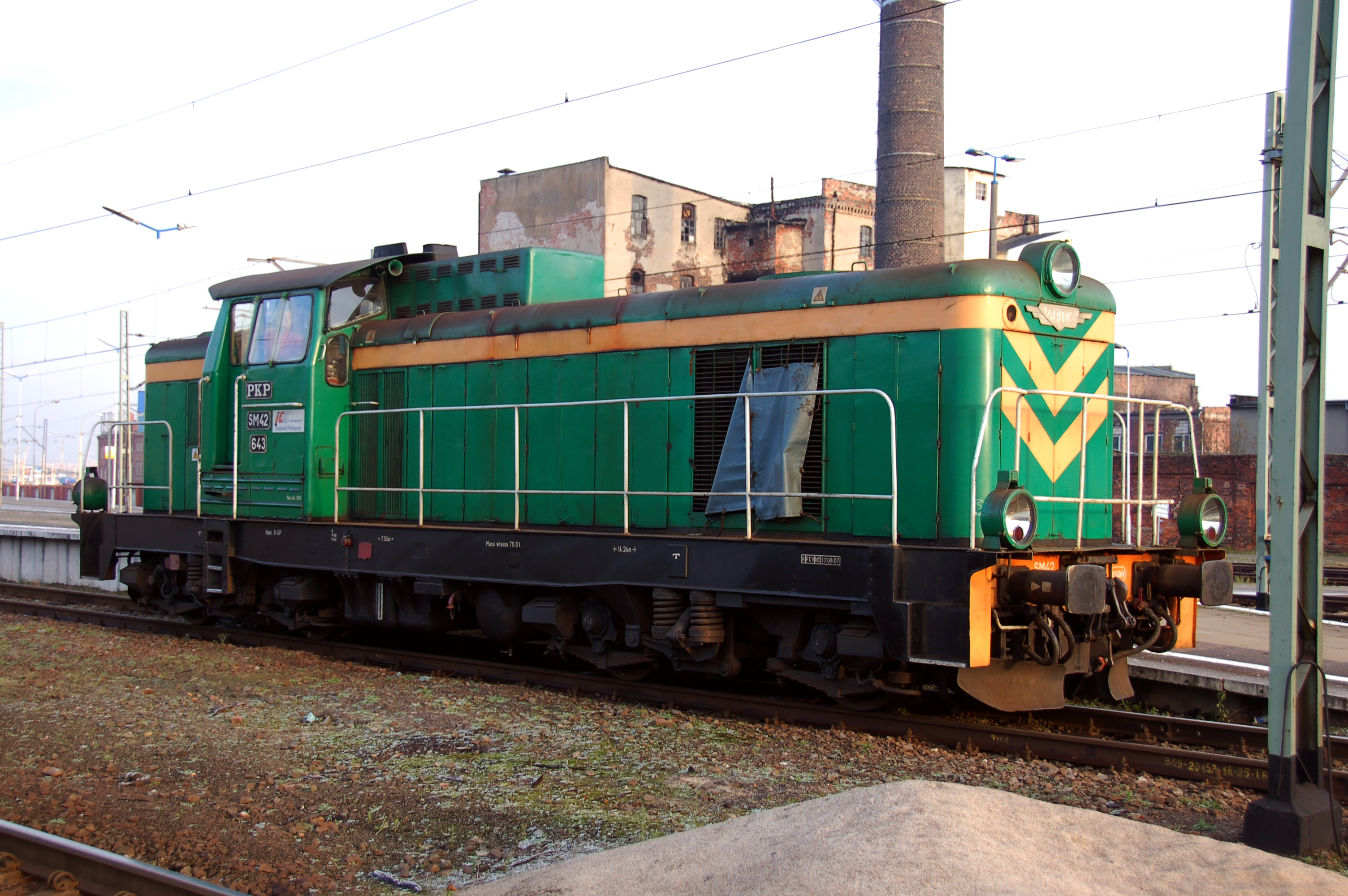
SM42

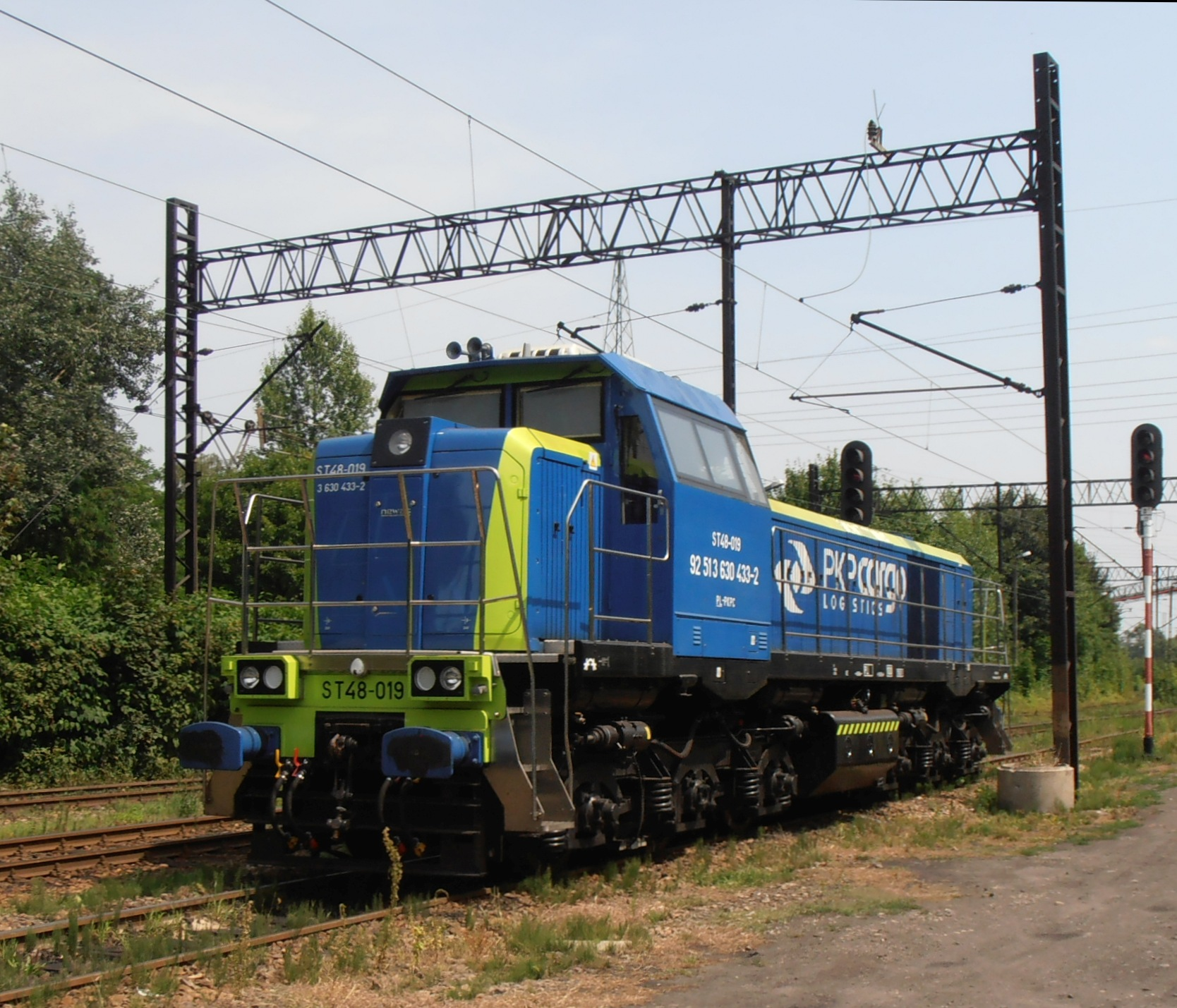
ST48

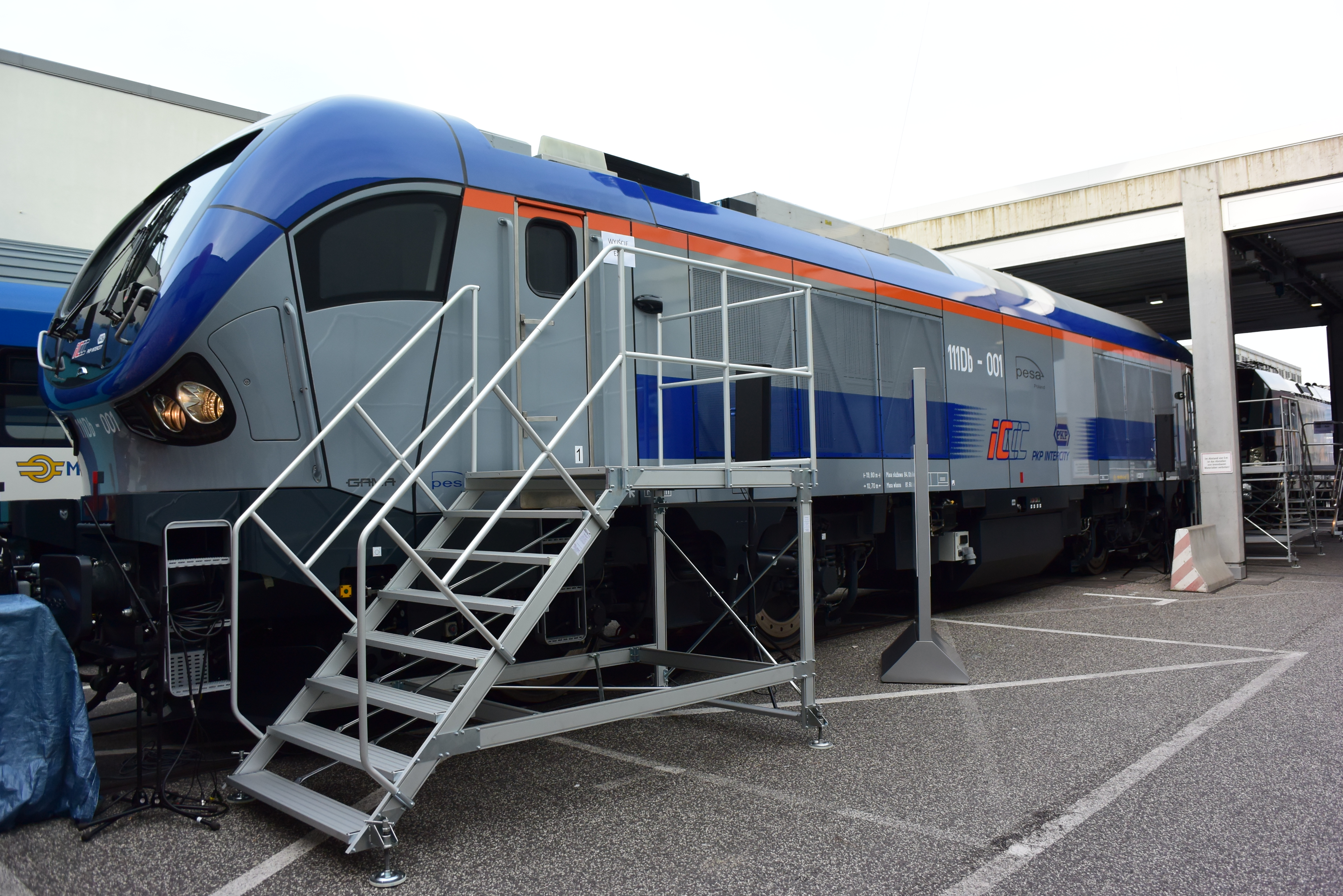
SU160 Gama

| Baureihe            | Typ             | Achsformel | Hersteller                | Baujahr    | Anzahl | Ausmusterung |
| ------------------- | --------------- | ---------- | ------------------------- | ---------- | ------ | ------------ |
| SM01                | Kö LG I         | B          | –                         | –          | 3      | –            |
| SM02                | Ls40            | B          | Fablok                    | ab 1952    | 12     | –            |
| SM03                | 2D              | B          | Fablok, Zastal            | 1959–1969  | 273    | –            |
| SM04                | 2D              | B          | Zastal                    | 1972, 1978 | 2      | 2000         |
| SM15                | 12D             | B’B’       | Ljudinowo, Fablok         | 1962–1966  | 27     | 1977         |
| SM25                | 9D              | C          | Fablok                    | 1961–1963  | 3      | 1973         |
| SM30                | 1D              | Bo’Bo’     | Fablok                    | 1957–1970  | 303    | –            |
| SP30                | 1D              | Bo’Bo’     | ZNTK *                    | 1974–1978  | 108    | 2000         |
| SM31                | 411D            | Co’Co’     | Fablok                    | 1976–1985  | 168    | –            |
| SP32                | LDE1300         | Bo’Bo’     | FAUR, Rumänien            | 1985–1991  | 150    | –            |
| SM40                | DVM 2-2         | Bo’Bo’     | Ganz-MÁVAG, Ungarn        | 1958       | 10     | 1992         |
| SM41                | DVM 2-2         | Bo’Bo’     | Ganz-MÁVAG, Ungarn        | 1961–1969  | 264    | 2000         |
| T 448p              | T448.05         | Bo’Bo’     | ČKD, Prag                 | 1976–1989  | 161    | –            |
| SM42                | 6D              | Bo’Bo’     | Fablok                    | 1965–1992  | 1157   | –            |
| SU42                | 6D              | Bo’Bo’     | HW Nowy Sącz*             | 1999–2000  | 40     | –            |
| SP42                | 6D              | Bo’Bo’     | Fablok*                   | 1970–1978  | 268    | Umbau        |
| SM60                | EffiShunter 300 | Bo’        | CZ Loko                   | 2022       | 10     |              |
| S200                |                 | Co’Co’     | ČKD, Prag                 | 1966–1990  | 143    | –            |
| ST43                | 060DA           | Co’Co’     | Electroputere, Rumänien   | 1965–1978  | 422    | –            |
| ST44                | M62             | Co’Co’     | Lokomotivfabrik Luhansk   | 1965–1988  | 1182   | –            |
| Newag 311           | 311D            | Co’Co’     | Newag Nowy Sącz*          | 2007–      | ca. 50 | –            |
| ST45                | 301D            | Co’Co’     | Umbau aus SU45            | 2009–      | 18     | –            |
| SP45                | 301D            | Co’Co’     | Cegielski                 | 1970–1976  | 265    | 1999         |
| SU45                | 301D            | Co’Co’     | ZNTK *                    | 1987–1998  | 191    | –            |
| SU46                | 303D            | Co’Co’     | Cegielski                 | 1974–1985  | 54     | –            |
| SP47                | 302D            | Co’Co’     | Cegielski                 | 1975–1977  | 2      | 1998         |
| SM48                | TEM2            | Co’Co’     | Brjansk, UdSSR            | 1976–1988  | 130    | –            |
| ST48                | 15D/16D         | Co’Co’     | Newag*                    | 2010–2016  | 104    | –            |
| SU160               | Gama            | Bo’Bo’     | Pesa                      | seit 2012  | 10     | –            |
| ČD 753.7            | ČKD T 478.3     | Bo’Bo’     | CZ Loko*                  | seit 2012  | ca. 10 | –            |
| DB-Baureihe 231–233 | DR-Baureihe 130 | Co’Co’     | Lokomotivfabrik Luhansk   | seit 2000  | ca.50  | –            |
| EMD JT42CWR         | Class 66        | Co’Co’     | EMD                       | seit 2007  | ca.15  | –            |
| Baureihe 285        | Traxx F140 DE   | Bo’Bo’     | Bombardier Transportation | seit 2010  | ca.10  | –            |

(*) Umbau

## Elektrolokomotiven

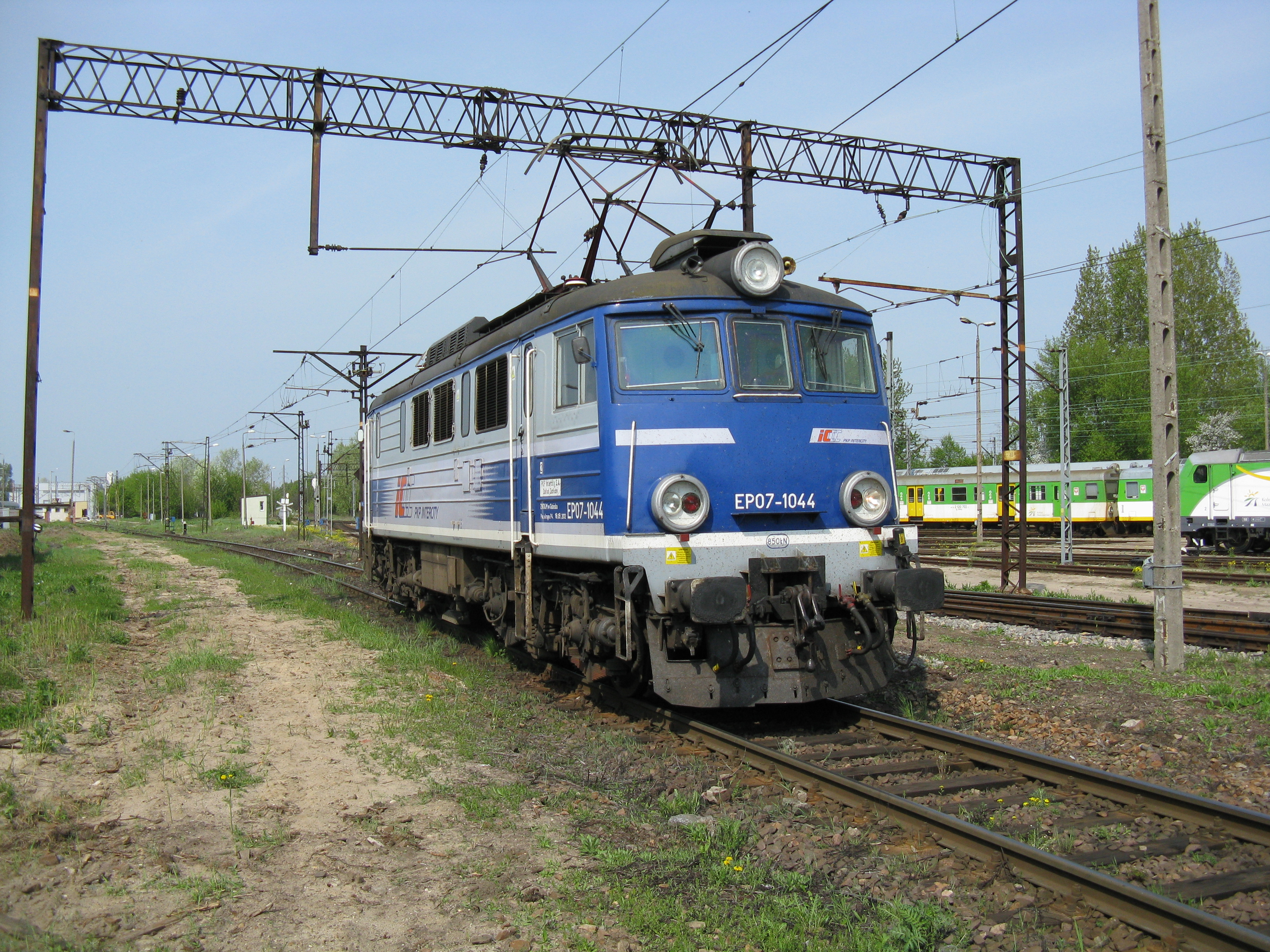
EP07-1044

| Baureihe      | Typ               | Achsformel    | Hersteller                | Baujahr   | Anzahl | Ausmusterung |
| ------------- | ----------------- | ------------- | ------------------------- | --------- | ------ | ------------ |
| EP01          |                   | Bo’Bo’        | Fablok                    | 1936      | 1      | 1964         |
| EL.200        |                   | Bo’Bo’        | Cegielski                 | 1937      | 1      | 1958         |
| EP02          | 1E                | Bo’Bo’        | Pafawag                   | 1953–1957 | 8      | 1973         |
| EP03          | E150              | Bo’Bo’        | ASEA                      | 1951      | 8      | 1974         |
| EU04          | E04               | Bo’Bo’        | LEW Hennigsdorf (DDR)     | 1954–1955 | 25     | 1983         |
| EU05          | 41E               | Bo’Bo’        | Škoda Plzeň (ČSSR)        | 1961      | 30     | 1977         |
| EP05          | 44E               | Bo’Bo’        | ZNTK*                     | 1973–1977 | 27     | —            |
| ET05          | 43 E 1            | Bo’Bo’        | Škoda Plzeň (ČSSR)        | seit 1992 | 14     | —            |
| EU06          | AEI E             | Bo’Bo’        | AEI/EEC                   | 1962      | 20     | —            |
| EU07          | 4E                | Bo’Bo’        | Pafawag, HCP, ZNTK *      | 1965–1994 | 488    | —            |
| EP07          | 4E                | Bo’Bo’        | ZNTK *                    | 1995–2003 | 84     | —            |
| EP08          | 102E              | Bo’Bo’        | Pafawag                   | 1972–1976 | 15     | —            |
| EP09          | 104E              | Bo’Bo’        | Pafawag                   | 1986–1997 | 47     | —            |
| EM10          | 405E              | Bo’Bo’        | Cegielski                 | 1990–1991 | 4      | —            |
| ET11**        | 79 E 1            | Bo’Bo’        | Škoda Plzeň (ČSSR)        | seit 2004 | 7      | —            |
| EU11**        | 71 E 1–3          | Bo’Bo’        | Škoda Plzeň (ČSSR)        | seit 2012 | 16     | —            |
| ET13**        | 12 E 1–6          | Bo’Bo’        | Škoda Plzeň (ČSSR)        | seit 2005 | 16     | —            |
| EU20          | E05               | Co’Co’        | LEW Hennigsdorf (DDR)     | 1955–1957 | 34     | 1982         |
| ET21          | 3E                | Co’Co’        | Pafawag                   | 1957–1971 | 658    | —            |
| ET22          | 201E              | Co’Co’        | Pafawag                   | 1969–1989 | 1184   | —            |
| EP23          | 201E              | Co’Co’        | Pafawag                   | 1973      | 1      | 1979         |
| ET23**        | 31 E 1–2          | Co’Co’        | Škoda Plzeň (ČSSR)        | seit 2005 | 45     | —            |
| ET182**       | 59 E 1–3          | Co’Co’        | Škoda Plzeň (ČSSR)        | seit 2005 | 64     | —            |
| ET183**       | 61 E 1            | Co’Co’        | Škoda Plzeň (ČSSR)        | seit 2011 | 11     | —            |
| EU40          |                   | Bo            | AEG                       | 1913      | 1      | 1959         |
| ET40          | 77E               | Bo’Bo’+Bo’Bo’ | Škoda Plzeň (ČSSR)        | 1975–1978 | 60     | —            |
| EP40          |                   | Bo’Bo’+Bo’Bo’ | ZNTK *                    | 1990      | 1      | 1993         |
| EU41          |                   | —             | —                         | 1900      | 1      | 1959         |
| ET41          | 203E              | Bo’Bo’+Bo’Bo’ | Cegielski                 | 1977–1983 | 200    | —            |
| ET42          | 112E              | Bo’Bo’+Bo’Bo’ | NEVZ (UdSSR)              | 1978–1982 | 50     | —            |
| EU43**        | 112E              | Bo’Bo’        | Bombardier Transportation | 2007      | 6      | 2009         |
| EU44 Husarz   | Taurus            | Bo’Bo’        | Siemens                   | 2008–2010 | 10     | —            |
| EU47**        | Traxx F140MS      | Bo’Bo’        | Bombardier Transportation | 2007      | 70     | -            |
| EU45**        | ES64F4            | Bo’Bo’        | Siemens                   | 2007–     | 20     | —            |
| EU 46**       | AC und MS         | Bo’Bo’        | Siemens                   | 2012–     | >50    | —            |
| F140 DC 3**   | Traxx DC3 und MS3 | Bo’Bo’        | Bombardier Transportation | 2019–     |        | -            |
| Newag Dragon  | E6                | Co’Co’        | Newag Nowy Sącz           | 2009–     | 90     | —            |
| Newag Griffin | E4                | Co’Co’        | Newag Nowy Sącz           | 2012–     | 50     | —            |
| Pesa Gama     | 111               | Bo’Bo’        | PESA Bydgoszcz            | 2012–     | 55     | —            |

(*) Umbau
(**) Leihgabe

## Triebwagen
| Dieseltriebwagen                 |         |             |                    |                                                      |                                                                                    |                                 | |                                            |                            |      |
| Baureihe                         | Typ     | Handelsname | Anzahl Einzelwagen | Achsformel                                           | Hersteller                                                                         | Baujahr                         | Eigentümer | Anzahl                                     | Ausmusterung               | Bild |
| SD80                             | ALn 722 |             | 1                  | (1A)(A1)                                             | Fiat                                                                               | 1949                            | | 3                                          | 1974                       |      |
| SN51                             |         |             | 1                  | 1A                                                   | WUMAG                                                                              | 1930–1939                       | | 12                                         | 1959                       |      |
| SN52                             | MsCmix  |             | 1                  | B’2’                                                 | Ganz                                                                               | 1954–1955                       | | 50                                         | 1986                       |      |
| SN60                             | MsCmix  |             | 1                  | B’2’                                                 | Ganz                                                                               | 1956                            | | 4                                          | 1982                       |      |
| SN61                             |         |             | 1                  | B’2’                                                 | Ganz-MÁVAG                                                                         | 1960–1975                       | | 250                                        | –                          |      |
| SN80                             | 5M      |             | 1                  | B’2’                                                 | HCP                                                                                | 1961–1964                       | | 13                                         | 1981                       |      |
| SN81                             | SPA-66  |             | 2                  | 1’A’+1’1’                                            | Kolzam Racibórz                                                                    | 1988–1990                       | | 5                                          | –                          |      |
| SN82                             | DH1     | Wadloper    | 1                  | 2’B’                                                 | DUEWAG                                                                             | 1983                            | | 1                                          | –                          |      |
| SN83                             | DH2     | Wadloper    | 2                  | 2’B’+B’2’                                            | DUEWAG                                                                             | 1981–1982                       | | 4                                          | –                          |      |
| SN84                             | VT614   |             | 3                  | 2’B’+2’2’+B’2’                                       | MAN, Uerdingen                                                                     | 1972–1975                       | |                                            | –                          |      |
| SR61                             |         |             |                    | B’2’                                                 | ZNTK Poznań                                                                        | 1976, 1985                      | | 2                                          | 1996                       |      |
| SA101                            | 207M    |             | 2                  | 1’A’+1’1’                                            | ZNTK Poznań                                                                        | 1990–1992                       | | 3                                          | 2017                       |      |
| SA102                            | 207M    |             | 3                  | 1’A’+1’1’+A’1’                                       | ZNTK Poznań                                                                        | 1993–1996                       | | 3                                          | 2017                       |      |
| SA103                            | 214M    |             | 1                  | B’2’                                                 | PESA Bydgoszcz                                                                     | 2005–heute                      | | 13                                         | –                          |      |
| SA104                            | 208M    |             | 2                  | A’A’+1’1’                                            | Kolzam Racibórz                                                                    | 1995                            | | 1                                          | –                          |      |
| SA105                            | 213M    | Regio Tramp | 2                  | A’1’                                                 | ZNTK Poznań                                                                        | 2002–heute                      | | 6                                          | –                          |      |
| SA106                            | 214M    |             | 1                  | B’2’                                                 | PESA Bydgoszcz                                                                     | 2001–heute                      | | 19                                         | –                          |      |
| SA107                            | 211M    | Regiovan    | 1                  | A’1’                                                 | Kolzam Racibórz                                                                    | 2003–2005                       | | 2                                          | –                          |      |
| SA108                            | 215M    | Regio Tramp | 2                  | A’1’+1’A’                                            | ZNTK Poznań                                                                        | 2003–heute                      | | 6                                          | –                          |      |
| SA109                            | 212M    | Regiovan    | 2                  | A’1’+1’A’                                            | Kolzam Racibórz                                                                    | 2003–2005                       | | 10                                         | –                          |      |
| SA110                            | VT 24   |             | 1                  | B’2’                                                 | MAN, Waggonfabrik Uerdingen                                                        | 1964–1966                       | | 14                                         | 2012                       |      |
| SA131                            | 218M    |             | 2                  | B’2’2’                                               | PESA Bydgoszcz                                                                     | 2005                            | | 1                                          | –                          |      |
| SA132                            | 218Ma/b |             | 2                  | B’2’B’                                               | PESA Bydgoszcz                                                                     | 2005–2007                       | | 15                                         | –                          |      |
| SA133                            | 218Mc/d |             | 2                  | B’2’B’                                               | PESA Bydgoszcz                                                                     | 2006–heute                      | | 18                                         | –                          |      |
| SA134                            | 218Md   |             | 2                  | B’2’B’                                               | PESA Bydgoszcz                                                                     | 2007–heute                      | | 17                                         | –                          |      |
| SA135                            | 214Mb   |             | 1                  | B’2’                                                 | PESA Bydgoszcz                                                                     | 2008–heute                      | | 3                                          | –                          |      |
| SA136                            | 219M    | Atribo      | 3                  | B’2’2’B’                                             | PESA Bydgoszcz                                                                     | 2010                            | | 19                                         | –                          |      |
| SA137                            | 220M    |             | 2                  | B’2’B’                                               | Newag Nowy Sącz                                                                    | 2010–2014                       | Polregio | 9                                          |                            |      |
| SA138                            | 221M    |             | 3                  | B’2’2’B’                                             | Newag Nowy Sącz                                                                    | 2010–2014                       | Polregio | 5                                          |                            |      |
| SA139                            | 223M    |             | 2                  | B’(2’)B’                                             | Pesa                                                                               | 2012 – heute                    | Przewozy Regionalne Oddział Lubuski; Przewozy Regionalne Oddział Zachodniopomorski; Koleje Wielkopolskie; Koleje Dolnośląskie; Przewozy Regionalne |                                            | –                          |      |
| SA140                            | 222M    |             | 2                  | B’2’B’                                               | Newag Nowy Sącz                                                                    | 2013                            | | 6                                          | –                          |      |
| VT627                            | VT627   |             | 1                  | B’2’                                                 | MaK, LHB                                                                           | 1974, 1981 – ab 2005/6 in Polen | Mazowieckiej Spółki Taborowej für Koleje Mazowieckie                                                                                               | 627.003, 005, 008; 627.101, 102, 104, 105  | VT627.001 Museumsfahrzeug, |      |
| MR/MRD                           | MR/MRD  | Y-tog       | 2                  | 2’B’+B’2’                                            | Waggonfabrik Uerdingen, Scandia A/S                                                | 1978–1985 ab 2007/2008 in Polen | Arriva RP | 7                                          | –                          |      |
| Steuerwagen für Dieseltriebwagen |         |             |                    |                                                      |                                                                                    |                                 | |                                            |                            |      |
| SA123                            | 401M    |             | 1                  | 2’2’                                                 | PESA Bydgoszcz                                                                     | 2009                            | | 5                                          | –                          |      |
| Elektrotriebwagen                |         |             |                    |                                                      |                                                                                    |                                 | |                                            |                            |      |
| Baureihe                         | Typ     | Handelsname | Anzahl Einzelwagen | Achsformel                                           | Hersteller                                                                         | Baujahr                         | Eigentümer | Anzahl                                     | Ausmusterung               | Bild |
| EW51                             |         |             | 3                  | Bo'Bo'+2'+2'2'                                       | LRL, Sanok, HCP                                                                    | 1936–1939                       | | 26                                         | 1979                       |      |
| EW52                             |         |             | 3                  | Bo'Bo'+2'+2'2'                                       | Cegielski Lilpop, Rau i Loewenstein als E91 1954 Umbau durch VEB Waggonbau Görlitz | 1936–1939                       | | 10                                         | 1978                       |      |
| EW53                             | 1B/2B   |             | 3                  | 2’2’+Bo’Bo’+2’2’                                     | Pafawag                                                                            | 1954–1956                       | | 20                                         | 1986                       |      |
| EW54                             |         |             | 3                  | 2’2’+Bo’Bo’+2’2’                                     | ASEA, Schweden                                                                     | 1950–1952                       | | 44                                         | 1981                       |      |
| EW55                             | 3B/4B   |             | 3                  | 2’2’+Bo’Bo’+2’2’                                     | Pafawag                                                                            | 1958–1962                       | | 72                                         | 1995                       |      |
| EN56                             |         |             | 3                  | 2’2’+Bo’Bo’+2’2’                                     | VEB Waggonbau Görlitz, DDR                                                         | 1955–1957                       | | 36                                         | 1984                       |      |
| EN57                             | 5B / 6B | Halny       | 3                  | 2’2’+Bo’Bo’+2’2’                                     | Pafawag                                                                            | 1962–1994                       | | 1418                                       | –                          |      |
| EW58                             | 3WE     |             | 3                  | Bo’Bo’+2’2’+Bo’Bo’                                   | Pafawag                                                                            | 1974–1980                       | | 28                                         | 2015                       |      |
| ED59                             | 15WE    | Acatus      | 3                  | Bo’2’2’Bo’                                           | PESA                                                                               | 2006                            | | 1                                          | –                          |      |
| EW60                             | 6WE     |             | 3                  | 2’2’+Bo’Bo’+2’2’                                     | Pafawag                                                                            | 1990                            | | 2                                          | –                          |      |
| EN61                             | 14WE    |             | 3                  | 2’2’+Bo’Bo’+2’2’                                     | Newag                                                                              | 2006                            | | 1                                          | –                          |      |
| EN62                             | 21WE    | Elf         | 3                  | Bo’2'2'Bo’                                           | PESA                                                                               | 2010–                           | | 11                                         | –                          |      |
| EN63                             | 36WE    | Impuls      | 3                  | Bo’2’2’Bo’                                           | Newag                                                                              | 2013–2015                       | | 17                                         | –                          |      |
| ED70                             | E58     |             | 4                  | Bo'Bo'+2'2'+2'2'+Bo'Bo'                              | VEB Waggonbau Görlitz, DDR                                                         | 1956                            | | 2                                          | 1977                       |      |
| EN71                             | 5Bg/6Bg |             | 4                  | 2'2'+Bo'Bo'+ Bo'Bo'+2'2'                             | Pafawag, ZNTK                                                                      | 1976–2003                       | | 50                                         | –                          |      |
| ED72                             | 5Bs/6Bs |             | 4                  | 2'2'+Bo'Bo'+Bo'Bo'+2'2'                              | Pafawag                                                                            | 1993–1996                       | | 21                                         | –                          |      |
| ED73                             | 5Bt/6Bt |             | 4                  | 2'2'+Bo'Bo'+Bo'Bo'+2'2'                              | Pafawag                                                                            | 1997                            | | 1                                          | 2019                       |      |
| ED74                             | 16WEk   | Bydgostia   | 4                  | Bo’2’2’2’Bo’                                         | PESA                                                                               | ab 2006                         | | 1                                          | –                          |      |
| EN75,ER75                        |         | Flirt       | 4                  | Bo’2’2’2’Bo’                                         | Stadler Rail                                                                       | 2014                            | Koleje Śląskie Koleje Mazowieckie | 14 × Vierteiler 20 × Zweiteiler 0          | –                          |      |
| EN76                             | 22WE    | Elf         | 4                  | Bo’2’2’2’Bo’ Bo’2’Bo’2’2’ 0                          | PESA                                                                               | 2011 2012–2014 2014–2016 0      | Koleje Śląskie Koleje Mazowieckie Koleje Wielkopolskie Przewozy Regionalne für Woiwodschaft Kujawien-Pommern                                       | 4 × 22WE 16 × 22WEe 22 × 22WEa 2 × 22WEc 0 | –                          |      |
| 27WE                             | 27WE    | Elf         | 6                  | 27WE: Bo’2’Bo’2’Bo’2’Bo’ 27WEb: Bo’2’2’2’+Bo’2’2’Bo’ | PESA                                                                               | 2012–                           | SKM Warschau Koleje Śląskie | 13 × SKM 6 x KS                            | –                          |      |
| EN77                             | 32WE    | Acatus II   | 4                  | Bo’2’2’2’Bo’                                         | PESA                                                                               | 2010–2011                       | Polregio | 5                                          | –                          |      |
| ED78                             | 31 WE   | Impuls      | 4                  | Bo’ + 2’2’2’ + Bo’                                   | Newag                                                                              | 2013–2015                       | | 16                                         | –                          |      |
| 19WE                             | 19 WE   |             | 4                  | Bo’Bo’+2’2’+2’2’+Bo’Bo’                              | Newag                                                                              | 2010                            | SKM Warschau | 4                                          | –                          |      |
| 35WE                             | 35 WE   | Impuls      | 6                  | Bo’2’2’Bo’+Bo’2’2’Bo’                                | Newag                                                                              | 2012–2013                       | SKM Warschau Koleje Śląskie | 9 x SKM 1 x KS                             | –                          |      |
| EN80                             |         |             | 1                  | Bo’Bo’                                               | EEC, Großbritannien                                                                | 1927                            | Warszawska Kolej Dojazdowa | 20                                         | 1973                       |      |
| EW80                             |         |             | 1                  | 2’2’                                                 | EEC, Konstal                                                                       | 1927, 1948                      | Warszawska Kolej Dojazdowa | 32                                         | 1972                       |      |
| EN81                             | 308B    |             | 1                  | Bo'2'                                                | PESA                                                                               | 2005–2007                       | | 8                                          | –                          |      |
| EW90                             | ET 165  |             | 2                  | Bo’Bo’+2’2’                                          | ehem. S-Bahn Berlin                                                                | 1927–1930                       | | 54                                         | 1976                       |      |
| EW91                             | ET 167  |             | 2                  | Bo’Bo’+2’2’                                          | ehem. S-Bahn Berlin                                                                | 1938–1941                       | | 20                                         | 1976                       |      |
| EW92                             | ET 166  |             | 2                  | Bo’Bo’+2’2’                                          | ehem. S-Bahn Berlin                                                                | 1936                            | | 6                                          | 1976                       |      |
| EN94                             | 17N     | 101N        | 2                  | Bo'2'Bo'                                             | Pafawag                                                                            | 1969–1972                       | Warszawska Kolej Dojazdowa | 40                                         | 2016                       |      |
| EN95                             | 13WE    | Mazovia     | 4                  | Bo'(2')(2')(2')Bo'                                   | PESA                                                                               | ab 2004                         | Warszawska Kolej Dojazdowa | 1                                          | –                          |      |
| EN96                             | 34WE    | Elf         | 2                  | Bo'2'Bo'                                             | PESA                                                                               | 2011–2017                       | | 6                                          | –                          |      |
| EN97                             | 33WE    |             | 6                  | Bo'2'Bo'+Bo'2'Bo'                                    | PESA                                                                               | 2011–2012                       | Warszawska Kolej Dojazdowa | 14                                         | –                          |      |
| EN98                             | 37WE    | Impuls      | 2                  | Bo’2’Bo’                                             | Newag                                                                              | 2014–2015                       | | 3                                          | –                          |      |
| EN100                            | 39WE    |             | 6                  | Bo’2’Bo’+Bo’2’Bo’                                    | Newag                                                                              | 2014–2016                       | Warszawska Kolej Dojazdowa | 6                                          | –                          |      |
| ED160                            |         | Flirt       | 8                  | Bo’2’2’2’2’+ 2’2’2’2’Bo’                             | Stadler Rail                                                                       | 2015                            | | 20                                         | –                          |      |
| ED161                            | 43WE    | Dart        | 8                  | Bo’2’Bo’2’2’2’2’2’Bo’                                | PESA                                                                               | ab 2014                         | | 20                                         | –                          |      |
| ED250                            | EMU250  | Pendolino   | 7                  | 1A’A1’+1A’A1’+2’2’+2’2’+ 2’2’+1A’A1’+1A’A1’          | Alstom                                                                             | 2011–2014                       | | 20                                         | –                          |      |

## Schmalspur-Fahrzeuge
| Dampflokomotiven     |            |                           |           |        |                                   |                                                                                     |      |
| Baureihe             | Achsformel | Hersteller                | Baujahr   | Anzahl | Spurweite                         | Bemerkung                                                                           | Bild |
| Tw1                  | E          | BMAG                      | 1919      | 1      | 600 mm                            |                                                                                     |      |
| Tx 6                 | D          | Fablok                    | 1939–1944 | 4      | 600 mm / 750 mm                   | für die Wirsitzer Kreisbahn und für Betriebe, Typ Solvay, drei Lokomotiven erhalten |      |
| Tx23                 | D          | Hanomag                   | 1923      | 15     | 600 mm                            | für die Świętokrzyska Kolej Dojazdowa, spätere Tx 4, eine Lokomotive erhalten       |      |
| Tx26                 | D          | Fablok                    | 1926/1928 | 7      | 600 mm                            | 6 Lokomotiven Typ W1A (Pińczów), davon 2 erhalten, 1 Lokomotive Typ W2A (erhalten)  |      |
| Tx27                 | D          | WSABP                     | 1927      | 2      | 600 mm                            | 4 Tenderlokomotiven, eine Schlepptenderlok, bis 1968 ausgemustert                   |      |
| Tx28                 | D          | Fablok und WSABP          | 1928      | 9      | 750 mm                            | 8 Lokomotiven von Fablok, davon eine erhalten, 1 Lokomotive von WSABP               |      |
| Wp29 (Px29)          | D          | WSABP                     | 1929      | 20     | 750 mm                            |                                                                                     |      |
| Tw29                 | E          | Fablok                    | 1929–1930 | 6      | 785 mm                            | bei Oberschlesische Schmalspurbahn                                                  |      |
| T49 (Ryś)            | B          | Fablok                    | 1946–1950 | 45     | 600 mm / 750 mm / 760 mm / 785 mm |                                                                                     |      |
| Ty (Las47)           | C          | Fablok                    | 1948–1958 | 640    | 600 mm / 750 mm / 760 mm / 785 mm |                                                                                     |      |
| Tw47                 | E          | Fablok                    | 1947–1949 | 20     | 785 mm                            | 10 bei Oberschlesische Schmalspurbahn, 10 bei Industriebetrieben                    |      |
| Px48                 | D          | Fablok                    | 1950–1955 | 111    | 750 mm                            |                                                                                     |      |
| Px49                 | D          | Fablok                    | 1950      | 10     | 750 mm                            |                                                                                     |      |
| Kp4                  | D          | Fablok                    | 1950–1959 | 790    | 750 mm / 762 mm                   |                                                                                     |      |
| Tw53                 | E          | Fablok                    | 1953–1954 | 20     | 785 mm                            | 10 bei Oberschlesische Schmalspurbahn, 10 bei Industriebetrieben                    |      |
| Diesellokomotiven    |            |                           |           |        |                                   |                                                                                     |      |
| Baureihe             | Achsformel | Hersteller                | Baujahr   | Anzahl | Spurweite                         | Bemerkung                                                                           | Bild |
| Ld1                  | B          | ZNTK Poznań               | 1952–1975 | 20     | 600 mm                            |                                                                                     |      |
| Lxd2                 | Bo’Bo’     | FAUR, Rumänien            | 1967–1985 | 166    | 750 mm, 785 mm, 1000 mm           |                                                                                     |      |
| Lyd1                 | C          | Fablok, Zastal            | 1960–1972 | 191    | 750 mm, 785 mm, 900 mm            |                                                                                     |      |
| Lyd2                 | C          | FAUR, Rumänien            | 1977–1982 | 80     | 600 mm, 750 mm, 785 mm, 1000 mm   |                                                                                     |      |
| Schmalspurtriebwagen |            |                           |           |        |                                   |                                                                                     |      |
| Baureihe             | Achsformel | Hersteller                | Baujahr   | Anzahl | Spurweite                         | Bemerkung                                                                           | Bild |
| MBd1                 | diverse    | diverse                   | 1933–1971 | 19     | 750 mm                            |                                                                                     |      |
| MBxc1                | 1A’2’      | Lilpop, Rau i Loewenstein | 1932–1935 | 3      | 600 mm                            |                                                                                     |      |
| MBxd1                | diverse    | diverse                   | 1930–1967 |        | 750 mm, 1000 mm                   |                                                                                     |      |
| MBxd2                | B’2’       | FAUR, Rumänien            | 1984–1986 | 20+12  | 750 mm, 1000 mm                   |                                                                                     |      |